# Ordine al merito di Germania
Il Verdienstorden der Bundesrepublik Deutschland ("ordine al merito della Repubblica Federale di Germania"), o più semplicemente Bundesverdienstkreuz ("croce al merito federale"), è una decorazione al merito tedesca.

## Storia
L'Ordine al merito di Germania è un'onorificenza istituita ufficialmente il 7 settembre 1951 dall'allora presidente della Germania occidentale Theodor Heuss per commemorare il secondo anno della costituzione della repubblica e premiare quanti si fossero distinti nei confronti dello Stato.
Ogni anno, circa 3.000 decorazioni vengono concesse, tutte distribuite sotto l'alto patrocinio del presidente della Repubblica Federale Tedesca, come ricompensa per meriti acquisiti nel servizio del paese e della collettività, in ambito economico, sociale o culturale. Al 2014, le decorazioni concesse in totale dalla fondazione dell'ordine erano 248.400. Alla concessione dell'onorificenza non è associata una somma di denaro corrisposta come pensione.
L'ordine non viene per tradizione e convenzioni locali concesso a cittadini provenienti dalle città anseatiche di Brema e di Amburgo. Sulla base di antiche convenzioni risalenti al Medioevo, infatti, i cittadini originari delle due città della Germania settentrionale hanno l'obbligo di non accettare onorificenze da parte di altri paesi per quanto si siano resi presso di essi meritevoli. Il concetto è quello di "non avere altri padroni che non sé stessi" e quindi di agire senza attendere una ricompensa. Questo vale ancora oggi in particolar modo per i politici tedeschi e gli alti funzionari di Stato civili e militari che pure provengono da queste aree. È consuetudine infatti che lo Stato tedesco comunichi alle rispettive città l'intenzione di premiare delle personalità locali e, in caso di risposta positiva, viene loro assegnata una medaglia d'onore concessa dalle rispettive città (un tempo veniva assegnata la Croce Anseatica per meriti di guerra).
La decorazione è stata ritirata dopo essere stata concessa a dei capi di Stato stranieri in sole due occasioni, per Josip Broz Tito e per Nicolae Ceaușescu.

## Le classi della decorazione
La decorazione è suddivisa al suo interno in sei classi di benemerenza con sottoclassi speciali e una medaglia, di cui la decorazione più alta è riservata ai capi di Stato stranieri e ai membri delle loro famiglie nonché, di diritto, prima al presidente della Repubblica Federale Tedesca e oggi al presidente della Germania.
Dal 1952 e sino al 1966 rimase in vigore la possibilità di concedere l'onorificenza di cavaliere dell'Ordine al merito a quanti avessero lavorato per 50 anni continuativamente per la medesima azienda e si fossero resi meritevoli dell'onorificenza. Per sottolineare questa classe speciale, venne creata un'apposita barretta con l'indicazione "50" da apporre sul nastro della decorazione stessa, ma l'idea venne presto abbandonata.
Un modello particolare di Gran Croce, con l'insegna attorniata da una corona d'alloro dorata in rilievo, è stata creata in soli tre esemplari, uno destinato a Konrad Adenauer uno a Helmut Kohl e l'altro a Angela Merkel in riconoscimento del loro enorme impegno a favore dello Stato tedesco.
| rango della classe | nome della classe                                                                    | in tedesco                                       | immagine | nastro | portamento della decorazione | insegne                                                                    | classe internazionale                                              |
| ------------------ | ------------------------------------------------------------------------------------ | ------------------------------------------------ | -------- | ------ | --- | -------------------------------------------------------------------------- | ------------------------------------------------------------------ |
| -                  | Medaglia al merito                                                                   | Verdienstmedaille                                |          |        | al petto sinistro, al nastro |                                                                            | Medaglia                                                           |
| VI                 | Croce al merito al nastro                                                            | Verdienstkreuz am Bande                          |          |        | al petto sinistro, al nastro |                                                                            | Cavaliere                                                          |
| VI                 | Croce al merito al nastro con insegna per il merito di 50 anni di lavoro (1952-1966) | Verdienstkreuz am Bande für Arbeitsjubilare      |          |        | al petto sinistro, al nastro |                                                                            |                                                                    |
| V                  | Croce al merito di I classe                                                          | Verdienstkreuz 1. Klasse                         |          |        | al petto sinistro, croce di spilla |                                                                            | Ufficiale                                                          |
| IV                 | Gran croce al merito                                                                 | Großes Verdienstkreuz                            |          |        | al nastro di collo |                                                                            | Commendatore                                                       |
| III                | Gran croce al merito con placca                                                      | Großes Verdienstkreuz mit Stern                  |          |        | al nastro di collo, la placca viene portata al petto sinistro,                                                                                                 | la placca e una stella piatta di quattro punte,                            | Grande ufficiale, conferito ad esempio a David Stetter             |
| II                 | Gran croce al merito con placca e cordone                                            | Großes Verdienstkreuz mit Stern und Schulterband |          |        | alla sciarpa, la placca viene portata al petto sinistro, | la placca e una stella a volta di quattro punte                            | Cavaliere di gran croce II. classe o gran commendatore             |
| I                  | Gran croce                                                                           | Großkreuz                                        |          |        | alla sciarpa, aquila ricamata a macchina, la placca viene portata al petto sinistro                                                                            | la placca e una stella di sei punte                                        | Gran croce di I classe                                             |
| I                  | Gran croce modello speciale                                                          | Großkreuz in besonderer Ausführung               |          |        | alla sciarpa, rivestito rosso, aquila ricamata a macchina, la placca viene portata al petto sinistro                                                           | corona d'alloro intorno al medaglione, la placca è una stella di sei punte | conferito solamente a Konrad Adenauer, Helmut Kohl e Angela Merkel |
| I                  | Classe speciale della gran croce                                                     | Sonderstufe des Großkreuzes                      |          |        | alla sciarpa, aquila ricamata a mano, la placca viene portata al petto sinistro, in presenza del presidente federale sopra il gilet, altrimenti sotto il gilet | la placca è una stella di otto punte                                       | suprema decorazione tedesca (solamente per i capi di Stato)        |

## Insegne
- La croce è composta di una croce patente di rosso, contornata d'oro e recante al centro un medaglione dorato con impressa la figura dell'aquila tedesca smaltata di nero.
- La placca consiste in una stella raggiante d'oro recante una croce patente di rosso, contornata d'oro e recante al centro un medaglione dorato con la figura dell'aquila tedesca smaltata di nero.
- La medaglia è composta di un cerchio d'oro decorato di una corona d'alloro a sbalzo sul quale si trova una croce patente di rosso, contornata d'oro e recante al centro un medaglione dorato con impressa la figura dell'aquila tedesca smaltata di nero.
- Il nastro dell'ordine è rosso con una striscia oro, nera, oro per parte.